# 3908 Nyx
3908 Nyx è un asteroide near-Earth del diametro medio di circa 1 km. Scoperto nel 1980, presenta un'orbita caratterizzata da un semiasse maggiore pari a 1,9271948 UA e da un'eccentricità di 0,4585268, inclinata di 2,18155° rispetto all'eclittica. Il suo nome deriva da Nyx, figura della mitologia greca, personificazione della notte.